# Myg
Myg (Nematocera) er en underorden af Tovinger i klassen Insekter.
Nogle myg (stikmyg, kvægmyg og mitter) er kendt for at suge blod. Det er dog kun hunmyggen der suger blod fra mennesker og dyr, da proteinerne bruges til at producere myggens æg. Myggen kan smitte med malaria, gul feber og denguefeber.
Malariamyg er en gruppe af stikmyg som har fået sit navn, fordi 30-40 af arterne kan sprede sygdommen malaria. Æg- larve- og puppestadierne foregår i vand og varer i 5-14 dage, afhængigt af art og temperatur. Det er de voksne, kønsmodne hunmyg, som er sygdomsspredere. Myggen har ansvar for, at over 2 millioner mennesker mister livet hvert år.
Nogle tropiske arter kan sprede parasitter eller alvorlige sygdomme. Arkæologer har fundet resterne efter 77.000 år gamle sovemåtter i et hulekompleks i Sibudu-hulen i KwaZulu-Natal-provinsen i Sydafrika. Ifølge professor og arkæolog Lyn Wadley fra Wits University i Johannesburg bestod sovemåtterne af et flere cm tykt lag af stængler og blade fra siv, sumpgræs og en plante indeholdende et stof, som især myg undgår. 

## Større familier indenfor Nematocera
- Anisopodidae (vinduesmyg)
- Bibionidae (hårmyg)
- Cecidomyiidae (galmyg)
- Ceratopogonidae (mitter)
- Culicidae (stikmyg)
- Chironomidae (dansemyg)
- Chaoboridae (glasmyg)
- Mycetophilidae (svampemyg)
- Psychodidae (sommerfuglemyg og sandfluer)
- Simuliidae (kvægmyg)
- Sciaridae (sørgemyg)
- Tipulidae (sensu lato) (stankelben)